# Nanairo no Ashita: Brand New Beat / Your Color
Nanairo no Ashita: Brand New Beat / Your Color (oryg. tytuł 七色の明日~Brand New Beat~ / Your Color) – dwudziesty singel koreańskiej piosenkarki BoA. Singel został wydany 5 kwietnia 2006 roku.
Singel znajduje się na albumie Made in twenty (20).

## Lista utworów
- CD singel, CD maxi-singel (5 kwietnia 2006)[1]

1. 七色の明日~Brand New Beat~ – 4:33
2. "Your Color" – 4:57
3. 七色の明日~Brand New Beat~ (TV Mix) – 4:32
4. "Your Color" (TV Mix) – 4:56

- CD singel, CD maxi-singel, DVD, DVD-Video (5 kwietnia 2006)[2]

1. 七色の明日~Brand New Beat~ – 4:33
2. "Your Color" – 4:57
3. 七色の明日~Brand New Beat~ (TV Mix) – 4:32
4. "Your Color" (TV Mix) – 4:56

DVD-1 七色の明日~Brand New Beat~ (Video Clip)
DVD-2 七色の明日~Brand New Beat~ (Dance Ver.) (Video Clip)

## Notowania na Listach przebojów
| Kraj    | Lista (2006) | Najwyższa pozycja |
| ------- | ------------ | ----------------- |
| Japonia | Top 20       | 3                 |